# Тааки, Амир
Амир Тааки (род. 7 февраля 1988, Лондон, Соединённое Королевство) — разработчик компьютерных игр и программного обеспечения, британец иранского происхождения. Наиболее известен как разработчик проектов c открытым исходным кодом, в частности связанных с Bitcoin. Журнал Forbes включил его в список тридцати перспективных британских предпринимателей моложе тридцати лет.

## Биография
Мать Амира Тааки шотландско-английского происхождения, а отец — иранского.
Амир Тааки начал самостоятельно изучать информационные технологии в раннем возрасте. Исключался из школы за взлом школьной компьютерной сети и три раза бросал университет.
До появления биткойна Тааки уже имел небольшую известность в качестве разработчика открытого программного обеспечения для создания компьютерных игр: в 2006 году принимал участие в разработке открытого движка Crystal Space под псевдонимом genjix, а также разрабатывал игры на этом движке, например Crystal Core и Ecksdee.
В 2007 был спикером на мероприятии Games Convention в городе Лейпциг (Германия). В 2008-м был участником проекта Yo Frankie! от Blender Foundation.

### Биткойн
В 2009—2010 годах занимался профессиональной игрой в покер и узнал про биткойн в связи со сложностями открытия в интернете собственного покер-рума. Автор идеи формата предложений об улучшении протокола Биткойна BIP (Bitcoin Improvement Proposal), схожего с PEP для Python или RFC в случае интернета.
Автор библиотек для работы с биткойном: SX, написанной на Python, и libbitcoin, написанной на C++ и используемой в тонком Bitcoin-клиенте Electrum.
В 2013 в интервью телеканалу Russia Today высказал мнение, что чёрные рынки в интернете (такие как Silk Road) снижают преступность, поскольку исключают организованные преступные группировки из посредничества. Один из основателей сообщества unSystem, заявленная цель которого «не смиряться и не подчиняться правилам людей, ответственных за погружение мира в постоянный финансовый кризис» и «с их разрешения или без, построение лучшего будущего, на пепле системы, которую они (люди, ответственные за финансовый кризис) сами же разрушат». Соавтор проектов Dark Wallet, Dark Market (впоследствии переименованного в OpenBazaar и отошедшего от концепции чёрного рынка в пользу децентрализованной альтернативы централизованных онлайн-рынков) и децентрализованного сервиса продажи информации Darkleaks, который по мнению Тааки будет финансово стимулировать инсайдеров раскрывать информацию в общественных интересах.
Снялся в документальном фильме «Глубокая паутина», премьера которого состоялась в марте 2015 года.

### Активизм и Рожава
Амир Тааки — последователь идей анархизма. Некоторое время он жил в анархистском сквоте в Барселоне, а затем — в лондонском сквоте, ранее бывшем штаб-квартирой протестов против саммита «Большой восьмёрки».
В 2015 году, оставив разработку Dark Wallet, он отправился в Сирийский Курдистан (Рожаву), чтобы применить свои познания в проводимой курдами «величайшей революции со времен гражданской войны в Испании». Там он сперва провёл три с половиной месяца в отрядах курдской самообороны YPG. Наконец, он был отозван в тыл, где смог предложить свои технические навыки. Он вошёл в экономический комитет региона и стал единственным иностранцем, приглашенным к участию в экономической конференции, на которой было принято решение об учреждении кооперативных ферм на землях Рожавы. Он изучал курдский язык в Рожавской академии и сам обучал местных жителей работе в интернете и программам с открытым кодом. Кроме того, он поучаствовал в идеологической подготовке иностранных волонтёров, исследовательском проекте по солнечным панелям и основании революционного журнала для молодых женщин. Важнейшим его вкладом стала разработка образовательного курса по технологиям для местной системы образования.
Когда Тааки вернулся в Лондон в мае 2016 года, он был арестован британской полицией в аэропорту Хитроу и помещён под домашний арест, который он отбывал в доме матери. Является сторонником использования языка эсперанто в международном общении.